# Sofía Ímber
Sofía Ímber Barú (Soroca, Moldávia, 8 de maio de 1924 – Caracas, Venezuela, 20 de fevereiro de 2017) foi uma jornalista e promotora da arte venezuelana. Fundadora do Museu de Arte Contemporânea de Caracas.

## Biografia
Filha de Naum Ímber e Ana Barú, chegou a Venezuela em 1930, enquanto sua família procurava melhorar sua precária situação econômica. No entanto, seus pais brindaram-lhe uma boa educação tanto a ela como a sua irmã Lya, quem ostenta a distinção de ter sido a primeira mulher a graduar-se como médica em Venezuela.
Foi uma avantajada estudante em sua escola e bacharelado, demonstrando desde muito jovem seus dotes jornalísticos e artísticos. Durante os anos 40, Sofía Ímber estudou três anos de medicina na Universidade dos Andes, antes de retirar-se e voltar a Caracas. Nesta cidade, escreveu para várias publicações nacionais e internacionais, e colaborou em vários artigos de jornais e revistas de Venezuela, México, Colômbia e Argentina por mais de cinquenta anos.
Sofía casou com o escritor Guillermo Meneses em 1944. Deste casal, nasceram quatro filhos: Sara, Adriana, Daniela e Pedro Guillermo. Com Meneses viajou a Europa em sua qualidade de membro do serviço diplomático do governo do general Marcos Pérez Jiménez; foi ali onde o casal estabeleceu relações com intelectuais de esquerda e artistas venezuelanos agrupados sob o nome "Os Dissidentes", entre os quais se encontrava o pintor e escultor Alejandro Otero. Ao regressar a Venezuela divorcia-se de Meneses e junto com seu segundo marido, Carlos Rangel, um reconhecido intelectual liberal, começou a realizar o programa de televisão "Bons dias", transmitido pela rede Venevisión, como parte do show matutino "Bons Dias Venezuela", o qual tinha como rival Lo de Hoy (Rádio Caracas Televisão). Em 1988, Carlos Rangel se suicidou. No entanto, a imagem de mulher dura de Ímber ficou na memória dos telespectadores, quando ela apareceu depois do suicídio dele para apresentar o programa, com a mesma naturalidade de todos os dias.  Depois disto, ela produziu e conduziu o programa de televisão Sólo con Sofía e o programa de rádio La Venezuela Posible. A sua vez, trabalhou para reconhecidos jornais venezuelanos: El Nacional, El Universal, Últimas Notícias e Diario 2001. Em 1971, compila seus artigos de imprensa sob o título de Yo la intransigente (Editorial Tiempo Nuevo, Buenos Aires).

### O MACCSI

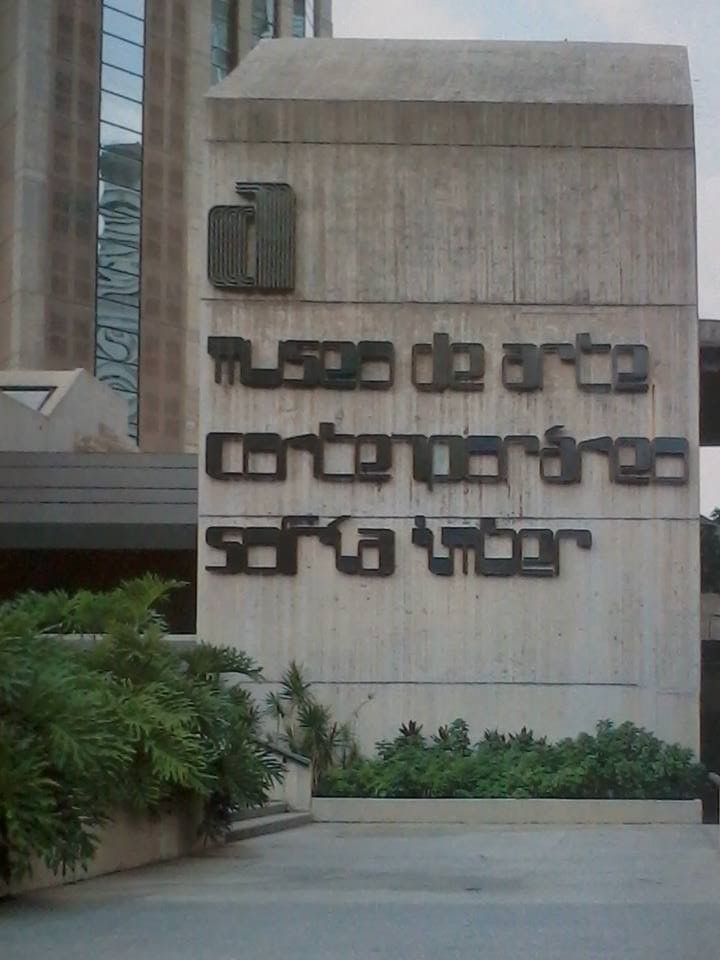
Entrada do Museu de Arte Contemporânea quando ainda tinha o nome de Sofía Ímber

Em 1973, Sofía Ímber fundou e dirigiu o Museu de Arte Contemporânea de Caracas "Sofia Imber" (MACCSI), atual Museu de Arte Contemporânea de Caracas (MACC), onde se exibe uma coleção permanente de aproximadamente quatro mil obras, considerada a melhor coleção de arte contemporânea de América Latina. Em 1990, e como homenagem a seu labor na criação do mesmo, o então presidente venezuelano Carlos Andrés Pérez decreta a mudança do nome do museu a "Museu de Arte Contemporânea de Caracas "Sofía Ímber" Por quase trinta anos, Sofía esteve na direção do museu, até que foi destituída durante uma transmissão do programa de televisão "Aló Presidente" pelo presidente de Venezuela Hugo Chávez, em resposta a participação dela na assinatura de uma carta que criticava o antisemitismo do então presidente Chávez, e suas críticas ao governo de Chávez.  Naquele momento, o pintor e escultor colombiano Fernando Botero, enviou cartas de protesto em sua consideração. É conhecido que, depois da destituição de Sofía Ímber, começaram a desaparecer obras do MACC. Rumores da época falavam de grandes líderes governamentais tendo obras do MACC em suas casas. A mais notável dessas perdas de obras de arte do MACC foi o desaparecimento do quadro de Henri Matisse Odalisca com calças vermelhas e que foi substituído com uma cópia no marco original. Dita substituição foi descoberta pelo galerista venezuelano Genaro Ambrosino que denunciou a venda da pintura no círculo de arte de Miami. O quadro foi recuperado em 17 de julho de 2012 num hotel de Miami por agentes encobertos do FBI. A Odalisca com calças vermelhas desapareceu da abóbada do MACC numa época de «incerteza institucional», segundo o livro El rapto de la odalisca, que publicou em 2009 a jornalista venezuelana Marianela Balbi.
Dentro do crescimento do MACCSI como meca da arte contemporânea em Venezuela, também fundou o Museu de Arte de Coro, na capital do Estado Falcón.

## Condecorações e reconhecimentos
Entre múltiplos prêmios nacionais e internacionais, é a única mulher a quem tem-se-lhe outorgado o Prêmio Nacional de Jornalismo de Venezuela. Também recebeu o Prêmio Nacional de Artes Plásticas de Venezuela em reconhecimento a seu labor de estimuladora do processo criativo em Venezuela.
Entre as múltiplas condecorações e reconhecimentos que tem recebido se encontram a Ordem do Libertador (Venezuela) e a Medalha Picasso, que outorga a Unesco, se tornando assim a primeira latinoamericana a receber este prêmio. Recebeu a Ordem Nacional da Legião de Honra, em grau de Chevalier, do governo de França; Ordem Águia Azteca (México); a Cruz de Boyacá (Colômbia); a Ordem ao Mérito (Itália); a Ordem de Maio (Argentina); a Ordem ao Mérito Docente e Cultural Gabriela Mistral (Chile); a Ordem do Rio Branco (Brasil); a Ordem do Mérito Civil (Espanha); a grande cruz da Ordem de Isabel a Católica do governo espanhol e muitas outras condecorações internacionais.
A Universidade Católica Andrés Belo criou a Sala de Pesquisa "Sofía Ímber e Carlos Rangel", e depois instaurou a Cátedra de Jornalismo "Sofía Ímber". A sala de pesquisa digitalizou todas as entrevistas que Sofía e Carlos realizaram durante seu programa Buenos Días. Este arquivo jornalístico é reconhecido como de valor inestimável no mundo da comunicação social venezuelana.
Em 2012, a pesquisadora Arlette Machado publicou Mil Sofía (Editorial Libros Marcados), uma biografia-entrevista na qual Ímber relata em 253 páginas sua vida e trajetória profissional.
Ímber doou sua biblioteca pessoal à Universidade Católica Andrés Bello em junho de 2014. A coleção é constituída de 14 mil livros, os quais serão resguardados no Centro Cultural "Padre Carlos Guillermo Plaza" da universidade. No mesmo ano, recebeu a Medalha Paéz às Artes de The Venezuelan American Endowment for the Arts.
Em abril de 2016, o Museu de Arte de Miami rendeu uma homenagem a Ímber, por sua trajetória desenvolvendo a Arte Contemporânea em Venezuela e América Latina, fazendo o país e o museu referência mundial nas Artes Visuais.